# Arachnopeziza delicatula
Arachnopeziza delicatula är en svampart som tillhör divisionen sporsäcksvampar, och som beskrevs av Karl Wilhelm Gottlieb Leopold Fuckel. Arachnopeziza delicatula ingår i släktet Arachnopeziza, och familjen Hyaloscyphaceae. Arten har ej påträffats i Sverige.